# Campeonato Mundial de Atletismo de 2011 - 10000 m feminino
A prova dos 10000 metros feminino do Campeonato Mundial de Atletismo de 2011 foi disputada no dia 27 de agosto no Daegu Stadium, em Daegu.

## Recordes
Antes desta competição, os recordes mundiais e do campeonato nesta prova eram os seguintes:
| Tipo                  | Atleta        | Tempo    | Local  | Data                  | Ref |
| --------------------- | ------------- | -------- | ------ | --------------------- | --- |
|                       | Wang Junxia   | 29:31:78 | Pequim | 8 de setembro de 1993 | ver |
| Recorde do campeonato | Berhane Adere | 30:04:18 | Paris  | 23 de agosto de 2003  | ver |

## Medalhistas
| Ouro                   | Prata               | Bronze            |
| Vivian Cheruiyot (KEN) | Sally Kipyego (KEN) | Linet Masai (KEN) |

## Cronograma
| Data         | Hora  | Evento |
| ------------ | ----- | ------ |
| 27 de agosto | 21:00 | Final  |

Todos os horários são horas locais (UTC +9)

## Resultados
A final teve inicio ás 21:00 
| Colocação         | Atleta            | Nacionalidade  | Tempo          | Nota |
| ----------------- | ----------------- | -------------- | -------------- | ---- |
| Medalha de ouro   | Vivian Cheruiyot  | Quênia         | 30 min 48 s 98 | PB   |
| Medalha de prata  | Sally Kipyego     | Quênia         | 30 min 50 s 04 |      |
| Medalha de bronze | Linet Masai       | Quênia         | 30 min 53 s 59 | SB   |
| 4                 | Priscah Cherono   | Quênia         | 30 min 56 s 43 | PB   |
| 5                 | Meselech Melkamu  | Etiópia        | 30 min 56 s 55 | SB   |
| 6                 | Shitaye Eshete    | Bahrein        | 31 min 21 s 57 | NR   |
| 7                 | Shalane Flanagan  | Estados Unidos | 31 min 25 s 57 |      |
| 8                 | Ana Dulce Félix   | Portugal       | 31 min 37 s 03 |      |
| 9                 | Jennifer Rhines   | Estados Unidos | 31 min 47 s 59 |      |
| 10                | Jessica Augusto   | Portugal       | 32 min 06 s 68 | SB   |
| 11                | Tigist Kiros      | Etiópia        | 32 min 11 s 37 |      |
| 12                | Christelle Daunay | França         | 32 min 22 s 20 |      |
| 13                | Kara Goucher      | Estados Unidos | 32 min 29 s 58 |      |
| 14                | Hikari Yoshimoto  | Japão          | 32 min 32 s 22 |      |
| 15                | Kayo Sugihara     | Japão          | 32 min 53 s 89 |      |
| 16                | Krisztina Papp    | Hungria        | 32 min 56 s 02 |      |
| 17                | Megumi Kinukawa   | Japão          | 34 min 08 s 37 |      |
| -                 | Meseret Defar     | Etiópia        |                | DNF  |
| -                 | Eloise Wellings   | Austrália      |                | DNS  |

Legenda
| Recorde mundial       | Recorde mundial (World record)               |                       | Recorde africano                      | Recorde africano (African) |                                           | Q | Classificado por posição (Qualified) |
| Recorde do campeonato | Recorde do campeonato (Championship record)  | Recorde da América    | Recorde da América (Americas)         | q                          | Classificado por melhor tempo (Qualified) |   |                                      |
| Melhor marca do ano   | Melhor marca do ano (World leading)          | Recorde asiático      | Recorde asiático (Asian)              | DNS                        | Não largou (Did not start)                |   |                                      |
| Recorde nacional      | Recorde nacional (National record)           | Recorde europeu       | Recorde europeu (European)            | DNF                        | Não terminou (Did not finish)             |   |                                      |
| Recorde pessoal       | Recorde pessoal do atleta (Personal best)    | Recorde da Oceania    | Recorde da Oceania (Oceania)          | DSQ / DQ                   | Desclassificado (Disqualified)            |   |                                      |
| Recorde da temporada  | Recorde da temporada do atleta (Season best) | Recorde sul-americano | Recorde sul-americano (South America) | NM                         | Sem marca (No mark)                       |   |                                      |